# Yoñlu
Vinicius Gageiro Marques (Porto Alegre, 1 de setembro de 1989 – Porto Alegre, 26 de julho de 2006), mais conhecido pelo seu nome artístico Yoñlu, foi um músico brasileiro que cometeu suicídio em 2006, aos 16 anos de idade. Foi um dos primeiros casos de suicídio assistido via internet no Brasil.
Durante sua adolescência, Vinicius escrevia resenhas de discos MPB em inglês para os sites que costumava frequentar. (suas preferidas eram as dedicadas a João Gilberto) e tinha conhecimento básico sobre galês. Com o pseudônimo Yoñlu, Vinicius deixou um legado de cerca de 60 canções, que revelaram uma intrigante produção artística, todas compostas e gravadas inteiramente por ele em seu quarto. As faixas trazem letras reflexivas e melodias invariavelmente melancólicas, sendo marcadas pela confluência de gêneros. Em 2008, a gravadora goiana Allegro Discos reuniu 23 dessas músicas e lançou o primeiro álbum póstumo Yoñlu. Mas o que põe a música de Vinicius num patamar mundial é o anúncio do licenciamento de sua obra para o selo nova-iorquino Luaka Bop, de propriedade de David Byrne, com encarte desenhado pelo americano Paul Hornschemeier. O cantor e compositor escocês foi o responsável pelo resgate da obra musical de Tom Zé e é um notório admirador da música brasileira. Bryne selecionou 14 canções em um disco de caráter conceitual, A Society In Which No Tear Is Shed Is Inconceivably Mediocre, sendo o segundo lançamento póstumo de Marques. "Gostamos das músicas antes de ouvir a história de seu autor", disse à época Yale Evelev, um dos gestores da marca.

## O caso
Yoñlu sofria de depressão e estava sob internação domiciliar há dois meses quando se matou. O suicídio, explicado em uma carta deixada aos pais, foi compartilhado ao vivo com um grupo de amigos na internet que não só o incentivaram como também lhe deram conselhos sobre o melhor método.
Sobre o fim das investigações do caso feitas pelas autoridades, o pai de Yoñlu disse:
Também sobre o assunto, o psicanalista de Yoñlu, Mario Corso disse:

### Análise do psicanalista
O psicanalista Mario Corso disse que Vinicius Gageiro Marques apresentou melhorias e recaídas ao longo tratamento e resolveu contar à imprensa parte do histórico médico do garoto por considerar um caso de interesse público.

## Biografia

### Início da vida
Vinícius Gageiro Marques nasceu em 1 de setembro de 1989, na cidade de Porto Alegre, Rio Grande do Sul. Filho de Ana Maria Gageiro, uma professora e psicanalista, e Luiz Marques, ex-secretário de Cultura, que também era professor em uma faculdade. Devido ao trabalho de sua mãe, ele se mudou para Paris quando tinha três anos e começou a aprender francês, mas mudou-se de volta ao Brasil, quando tinha sete anos. Ele também gradualmente começou a aprender inglês assistindo TV e ouvindo música, e até começou a aprender a falar galês e ler em espanhol. Devido a isso, seu pai começou a dizer que Vinícius tinha um "desequilíbrio químico", então ele começou a falar com terapeutas a partir dos nove anos. O talento musical de Marques também aspirava desde cedo. Aos 4 anos, ele começou a tocar bateria pela primeira vez, e mais tarde começou a tocar piano e guitarra.

### Adolescência
Para combater sua crescente depressão e deslocamento na escola e na vida real, Marques tinha uma presença frequente na internet. Aos 13 anos, começou a capturar sua vida diária através de uma câmera russa Lomo que comprou com a mãe, e começou a demonstrar um sentido crítico sobre a música pop. Em 26 de julho de 2004, inscreveu-se em um fórum de jogos chamado RLLMUK e, rapidamente, tornou-se regular por lá. Também fez um blog via Blogspot, chamado "Lone Cannoneer". O blog chegou a ficar fora do ar devido ao grande número de acessos diários. Ele foi desativado por um cracker em 2007 a pedido do pai de Vinícius, por conter fotos de outros integrantes da família.
Ao longo de sua adolescência, Vinícius colaborou com outras pessoas através da música (que incluiu uma colaboração com Sabrepulse) ou por meio de projetos de fotos e desenhos compartilhados, fotos, mixagens, e música que ele fez, e tornou-se um fã de muitos tipos de artistas. Embora descrito com "praticamente sem amigos reais", Yoñlu era querido por muitos de seus colegas de escola. Era um artista virtual definido como genial por amigos virtuais ingleses, escoceses, belgas, canadenses e norte-americanos.
Marques tinha mostrado ter pensamentos suicidas em maio de 2006, quando postou em um tópico que fez na RLLMUK afirmando "Rápido, alguém dizer algo muito bom sobre minhas músicas antes de decidir matar-me". No entanto, devido a generosas palavras de apoio, decidiu "adiar" o seu suicídio, e frequentemente mencionou que iria se matar logo após partilhar as suas canções com os outros, até sua morte. Por volta deste tempo, sua mãe encontrou as letras de sua canção chamada "Suicide Song" em sua cama, e em um estado frenético, confrontou-o sobre o assunto e procurou encontrar mais traços de pensamentos suicidas, e começou-o uma sessão da terapia. No entanto, Marques parecia estar melhorando.

A amiga de Vinícius, Luana Groch disse em entrevista à Rolling Stone que o comportamento muito extrovertido dele na sala de aula era uma "fachada", o "Pipoca":
Ana Maria Gageiro, também em entrevista à Rolling Stone, disse que Vinícius provavelmente sofria de transtorno dismórfico corporal: "Às vezes ele me dizia que achava que seu corpo estava aos pedaços". Luiz Marques o definiu como "One-Dimensional Man".

### Morte
Na tarde de 26 de julho de 2006, Marques disse a seus pais que ele estaria planejando um churrasco com seus amigos, e mandou-os sair do apartamento no dia afirmando que queria impressionar uma menina. No entanto, ele fez planos para seu suicídio, trancou-se em seu banheiro e recorreu a um fórum pedindo ajuda para se matar. Enquanto algumas pessoas na discussão tentaram implorar-lhe para parar, um bombeiro aposentado conversou com Vinícius por dias para convencer-lo a mudar de ideia e avisou o quão perigoso era o método escolhido e que ele deveria ao menos tentar algo menos arriscado, já que uma vez que falhasse o mesmo correria o risco de entrar em estado vegetativo. Mas, infelizmente outros internautas o incentivaram ao ato.
Seu último post foi às 15h02. Enquanto isso, uma amiga on-line canadense de Marques descobriu o que estava acontecendo e imediatamente chamou a polícia local e deu-lhes o seu endereço. Na porta do banheiro, Vinícius deixou uma carta colada onde dizia: “Não entre. Concentrações letais de monóxido de carbono". Embora conseguissem entrar no apartamento e apagar a fumaça, Vinícius foi declarado morto por suicídio através de intoxicação por monóxido de carbono por volta de 15h30, depois de ser reanimado várias vezes.
Vinícius deixou um CD-R de algumas de suas canções e uma nota de suicídio para seus pais, que absolveu-os de qualquer responsabilidade de sua morte e agradeceu-lhes o seu apoio.

## Legado

### Lançamentos de álbuns póstumos
Após sua morte, o pai de Vinicius, Luiz Marques, descobriu muitas das músicas de seu filho no computador dele e a vontade de perpetuar a obra do filho o levou a enviar no ano de 2008 o material de gravação para uma gravadora independente goiana chamada Allegro Discos, que reuniu 23 faixas e lançou no mesmo ano o álbum "Yoñlu".. O álbum ganhou popularidade entre os admiradores da música de Yoñlu e foi indicado ao Prêmio Dynamite da Música de 2008 na categoria "Álbum Indie Rock".
Uma cópia do álbum acabou chegando ás mãos de Yale Evelev, presidente da gravadora Luaka Bop, durante um evento de música. O proprietário da gravadora, David Byrne, gostou do material e selecionou 14 canções em um disco de caráter conceitual, A Society In Which No Tear Is Shed Is Inconceivably Mediocre, lançado no ano de 2009 como segundo álbum póstumo de Yoñlu (e como parte do lançamento da série Three Inches of Music da Luaka Bop) com o licenciamento da família do artista.
No ano de 2023, Sandro Bello, fundador da Allegro Discos, formou o projeto Yoñlu Inédito com financiamento coletivo através da plataforma Catarse, que inclui o relançamento e remasterização dos dois discos anteriores de Yoñlu nas plataformas de streaming e também um lançamento de material inédito na forma de streaming, vinil e CD, com estes dois últimos com prensagens limitadas á 1.000 cópias.

### Filme
Em agosto de 2018, foi lançado o filme Yonlu, com roteiro e direção de Hique Montanari e produção de Luciana Tomasi.
Neste filme, o ator Thalles Cabral deu a vida ao personagem Yonlu, numa mistura de drama com musical e também animação.
O filme garantiu reconhecimento, tanto de bilheteria, estando 15 semanas em cartaz e contando com a presença de mais de oito mil espectadores, quanto de prêmios nacionais e internacionais em festivais conceituados. O filme ganhou os seguintes prêmios: Best Indie Film From South America (Melhor Filme Independente da América do Sul) do festival londrino Best Film Awards; Prêmio do Júri para filme de longa-metragem do estadunidense Festival Internacional de Cinema Golden Gate; Prêmio Brasileiro Abraccine de melhor filme brasileiro de diretor estreante na 41ª Mostra Internacional de Cinema de São Paulo em 2017; Melhor Filme na Mostra Internacional de Longas e Prêmio da Imprensa no 9° Festival Internacional de Cinema da Fronteira em Bagé no ano de 2017; Melhor Diretor Estreante de Longa-Metragem no Los Angeles Film Awards 2019; Melhor filme de longa-metragem no Orion Int’l Film Festival na Austrália em 2019; Melhor roteiro de longa-metragem em Puerto Montt Int’l Film Festival em Puerto Montt no Chile em 2020 e Melhor roteiro de longa-metragem em Puerto Montt Int’l Film Festival em Puerto Montt no Chile em 2020.
Foi indicado ao 24º Prêmio Guarani de Cinema Brasileiro nas categorias: Melhor Revelação Masculina (Thalles Cabral) e Trilha Sonora; E cinco categorias no Prêmio do Júri: Melhor Filme Estrangeiro, Melhor Ator (Thalles Cabral), Melhor Fotografia (Juarez Pavelak), Melhor Trilha Sonora Original (Yonlu e Nando Barth) e Melhor Diretor (Hique Montanari).

### Influência musical
Embora não tenha influenciado muitos artistas, um em específico citou Yoñlu como influência, seu amigo britânico Ashley Charles, conhecido na internet por seu pseudônimo Sabrepulse, no qual atua como DJ de música eletrônica do sub-gênero Nintendocore. "Eu conheci Vinícius em um fórum de videogames, por volta de 2001", conta Sabrepulse. "Logo começamos a falar no MSN sobre música, videogames, arte e ficamos bons amigos. Aí ele começou a me enviar arquivos de MP3 com suas gravações. Ele era muito talentoso. Na verdade, comecei a escrever música por causa dele, que me enviou uma faixa chamada 'Deskjet', gravada com sons de impressoras, e eu remixei usando um teclado e algumas batidas. Depois ele fez algumas cópias desse single e enviou uma para minha casa. Purple Haze, uma de minhas primeiras músicas, tem a voz dele na introdução. Em 2006, dediquei um de meus discos em sua memória, Chipbreak Wars, que tem um desenho do Vinícius na capa (e uma faixa chamada "XXX Is Dead"). Ainda penso muito nele.", ele tambem comentou que "Sua música, inteligência e perspectiva estavam muito além dos seus 16 anos".

### Rua Vinícius Gageiro Marques
Uma rua recebeu seu nome em sua homenagem, sendo localizada na cidade de Eusébio, Ceará.

## Críticas
O produtor musical Pedrinho Figueiredo disse que "Foi admirável testemunhar que em um período de pouco mais de dois anos ele tenha evoluído tanto (...) Ele começou a gravar com as ferramentas mais básicas de um PC e chegou a músicas de 36 canais, uma mixagem legal e propostas conceituais de arranjo e de mixagem. Eu não conheci o Vinícius em vida, mas posso dizer que hoje o conheço como artista."
Marcelo Ferla, da Rolling Stone, disse que Marques tinha "capacidade de criar delicadas melodias melancólicas, algo entre Badly Drawn Boy, Radiohead, Tortoise e Nick Drake (...) entre o lirismo poético e um salutar nonsense, as letras, escritas em inglês, ajudam a desvendar quem era Vinícius. Assuntos como depressão, indagação e suicídio estão espalhados entre as faixas selecionadas para o disco. 'Katie Don’t Be Depressed', uma pérola musical com guitarras quentes e letra polar, e sombria".

## Discografia

### Albuns
- Yoñlu (2008)
- A Society in Which No Tear is Shed is Inconceivably Mediocre (2009)
- You Know What It’s Like (2024)

### EPs
- Three Inches of Music (2008)
- Deskjet (2023)

## Lista de artistas
Abaixo está uma lista com alguns dos artistas analisados por Vinícius:
- The Beatles
- R.E.M.
- Radiohead
- Arnaldo Baptista
- Flaming Lips
- Tom Waits
- Jeff Buckley
- Strokes
- Air
- Beastie Boys
- Billie Holliday
- Caetano Veloso
- João Gilberto
- Mutantes
- David Bowie
- Bob Dylan
- The Clash
- Smiths
- Blur
- Oasis
- Super Furry Animals
- Vitor Ramil
- Nico Nicolaiewsky
- Björk
- Neutral Milk Hotel
- Ed Hardcourt
- Kings of Convenience
- John Frusciante
- Lambchop
- Los Hermanos
- David Lynch
- Leonard Cohen
- Antônio Carlos Jobim
- Franz Kafka
- Marilyn Manson
- Grandaddy
- Gorky's Zygotic Mynci[8]